# André Hennicke
André Hennicke (Johanngeorgenstadt, 21 de setembro de 1959) é um ator alemão.
Hennicke nasceu em Johanngeorgenstadt, na Saxônia. Ele ganhou um prêmio alemão de televisão por seu trabalho em Toter Mann, de 2002. Ele atuou nos filmes "Sophie Scholl - Os Últimos Dias", A Queda (Der Untergang) e o docudrama Speer und Er.